# (500533) 2012 UJ2
(500533) 2012 UJ2 es un asteroide perteneciente al cinturón de asteroides, descubierto el 3 de noviembre de 2007 por el equipo del Spacewatch desde el Observatorio Nacional de Kitt Peak, Arizona, Estados Unidos.

## Designación y nombre
Designado provisionalmente como 2012 UJ2.

## Características orbitales
2012 UJ2 está situado a una distancia media del Sol de 3,081 ua, pudiendo alejarse hasta 3,440 ua y acercarse hasta 2,722 ua. Su excentricidad es 0,116 y la inclinación orbital 2,774 grados. Emplea 1975,45 días en completar una órbita alrededor del Sol.

## Características físicas
La magnitud absoluta de 2012 UJ2 es 16,9. 